# Cnemolia albicollis
Cnemolia albicollis är en skalbaggsart som beskrevs av Stefan von Breuning 1969. Cnemolia albicollis ingår i släktet Cnemolia och familjen långhorningar. Inga underarter finns listade i Catalogue of Life.